# Nowator-Sportarena
Die Nowator-Sportarena (russisch Дворец Спорта «Новатор»; offizieller Name: «Баскетбольный центр «Химки» Московской области», deutsch Basketball-Zentrum Chimki in der Oblast Moskau) ist eine Mehrzweckhalle in der russischen Stadt Chimki in der Oblast Moskau. Der Basketballverein BK Chimki trägt seit 1997 seine Spiele in der 1970 eröffneten Anlage aus.
Im September 2005 wurde der Neubau der Halle in Anwesenheit von u. a. Boris Gromow, Gouverneur der Oblast Moskau, eingeweiht. Insgesamt hat der Komplex eine Fläche von 11.795 m2. Des Weiteren gehören zwei Sporthallen, sechs Umkleidekabinen, eine Pressetribüne mit 45 Plätzen, 4 Kommentatoren-Kabinen und ein VIP-Bereich mit 164 Plätzen dazu. Mit der modernen Lichttechnik und einer Beschallungsanlage können auch Konzert- und Showveranstaltungen ausgetragen werden. Für die EuroLeague 2009/10 wurde die Halle renoviert und erweitert. Sie entspricht heute den Anforderungen der Basketballverbände ULEB und der FIBA.
Direkt neben der Halle liegt das Fußballstadion Arena Chimki mit 18.000 Plätzen. Es ist derzeit die sportliche Heimat von Dynamo Moskau und des ZSKA Moskau, deren Stadion Dynamo seit 2008 umgebaut wird.